# Akon City
Akon City war eine geplante Stadt im Senegal. Sie sollte nördlich des Küstenorts Mbodiène der Gemeinde Nguéniène im Département Mbour errichtet werden, 76 Kilometer südöstlich von Dakar. Die Stadt beruhte auf einer Idee des US-amerikanischen Rappers Akon und ist nach ihm benannt. Die Stadt sollte vorwiegend touristischen Zwecken dienen und ein futuristisches Design haben. Akon City sollte ökologisch und nachhaltig konzipiert werden und eine eigene Kryptowährung namens Akoin als Zahlungsmittel aufweisen. Das Design der Gebäude die errichtet werden sollten, war von der Form traditioneller afrikanischer Kunst und der fiktiven Landschaft Wakanda aus dem Film Black Panther inspiriert. Im Juli 2025 wurde das Projekt offiziell aufgegeben.

## Geschichte
Das Konzept zur Errichtung einer Touristenstadt wurde von Akon bereits seit dem Jahr 2008 verfolgt. Das Projekt wurde erstmals 2018 im Senegal von Akon zusammen mit dem senegalesischen Minister für Tourismus Alioune Sarrin angekündigt. Im Januar 2020 erteilte die Regierung des Senegals ihre Zustimmung für das Projekt. Bis 2024 sollten in der ersten Bauphase Hotels und Infrastruktur errichtet werden. Danach sollte die Stadt ihre eigene Kryptowährung bekommen. Die Baukosten für das Projekt wurden auf 6 Milliarden US-Dollar geschätzt.
Anfang 2021 wurde die Errichtung einer zweiten Stadt nach dem Konzept in Uganda vorbereitet.
Im September 2021 nannten Einheimische in Mbodiène die COVID-19-Pandemie als möglichen Grund für die Verzögerung. Ein lokaler Journalist besuchte die Baustelle im Dezember 2022 und fand außer einem 2020 feierlich gelegten Grundstein keine Anzeichen von Bauarbeiten. Akon sagte der BBC: „Es wurde nicht richtig gemanagt. Dafür übernehme ich die volle Verantwortung.“ Im Februar 2024 hatte das Projekt gerade erst mit dem Bau begonnen; nur ein Gebäude, das „Welcome Center“, war teilweise fertiggestellt.
Am 4. Juli 2025 berichtete die BBC, das Akon City-Projekt sei aufgegeben worden. Akon und die örtlichen Behörden würden jedoch an etwas „Realistischerem“ arbeiten. Der Finanzmedienkonzern Bloomberg hat am 15. Juli 2025 eine Analyse veröffentlicht. Demgemäß ist wegen ausbleibender Baufortschritte und Zahlungen das Projekt des R&B-Sängers Akon gestrichen, der größte Teil des Baulands vom senegalesischen Staat wieder eingezogen. Von den 136 ha verbleiben rund 8 ha. Geplant wird nunmehr ein Tourismus-Resort, das vorwiegend privatwirtschaftlich finanziert werden soll. Von den veranschlagten 665 Milliarden CFA-Francs (entspricht einer Milliarde Euros) übernähme die staatliche Tourismusentwicklungsbehörde Sapco-Senegal 65 Milliarden.

## Projekt
Das Projekt sollte große Wolkenkratzer, Einkaufszentren, Technologieparks, Musikstudios, eine Universität, ein Krankenhaus und umweltfreundliche Touristenresorts haben. Akon sah Akoin, eine von ihm gegründete Kryptowährung, als zentrale Währung vor. Die Stadt wurde als Smart City mit neuester Umwelttechnologie konzipiert. Neben Einheimischen und Touristen sollte sie der afrikanischen Diaspora in aller Welt dienen. Tatsächlich gebaut und fertiggestellt wurden bislang in dem benachbarten Seebad Mbodiène (Stand Juli 2025) „lediglich ein Jugendzentrum, ein Basketballplatz und ein kleines Informationsbüro“.